# Sebastián Sirni
Sebastián Santos Sirni (2 de julio de 1912) es un exfutbolista argentino que se desempeñaba como guardameta.

## Clubes

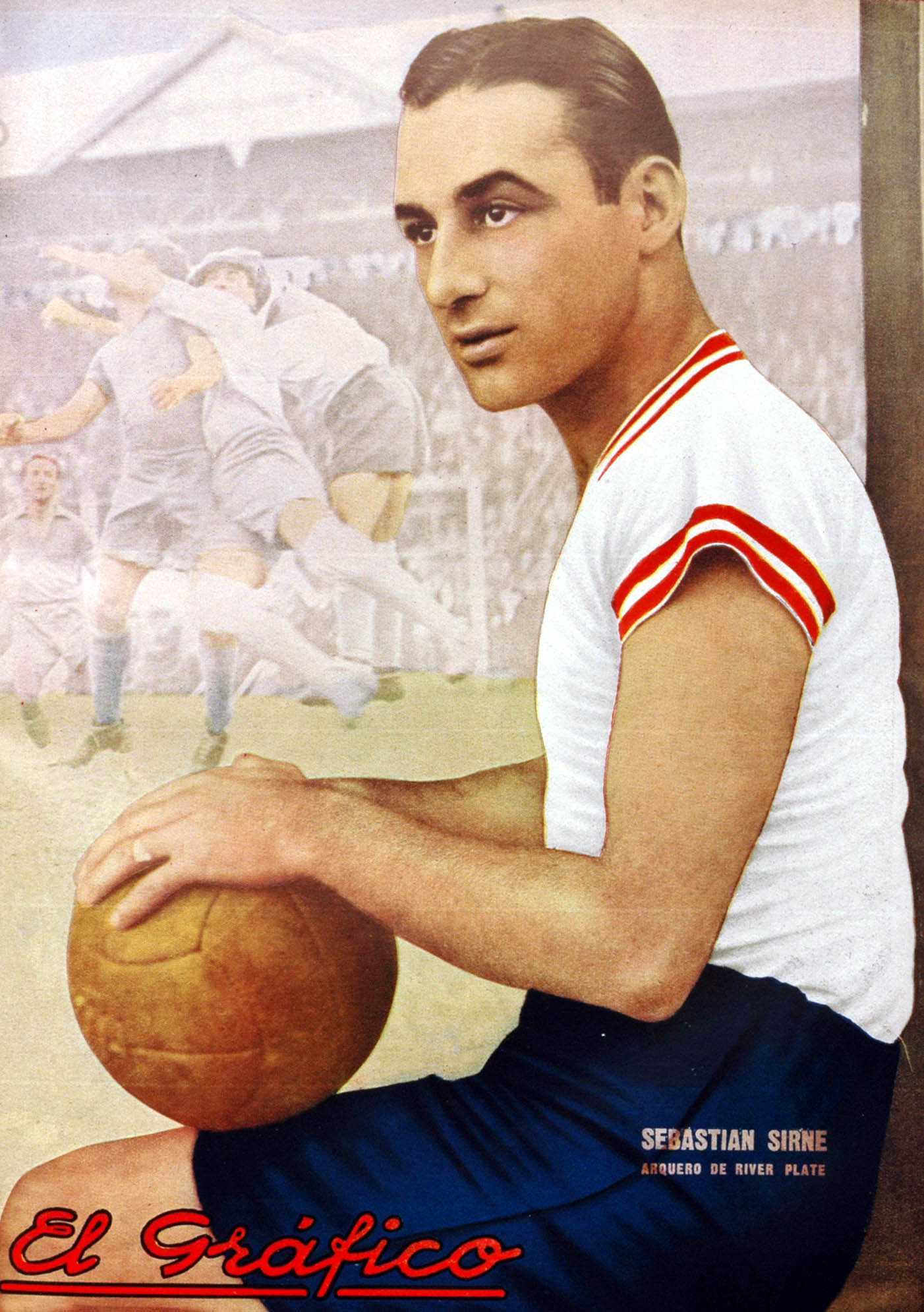
Sebastián Sirni (River) en 1935.

| Club        | País      | Año         |
| ----------- | --------- | ----------- |
| River Plate | Argentina | 1932 - 1943 |

## Palmarés

### Como jugador

#### Ligas Nacionales
| N.º | Título           | Equipo      | País      | Año              |
| --- | ---------------- | ----------- | --------- | ---------------- |
| 1   | Primera División | River Plate | Argentina | 1932             |
| 2   | Primera División | River Plate | Argentina | 1936             |
| 3   | Primera División | River Plate | Argentina | Copa de Oro 1936 |
| 4   | Primera División | River Plate | Argentina | 1937             |
| 5   | Primera División | River Plate | Argentina | 1941             |
| 6   | Primera División | River Plate | Argentina | 1942             |

#### Copas nacionales
| N.º | Título              | Equipo      | País      | Año  |
| --- | ------------------- | ----------- | --------- | ---- |
| 1   | Copa de Competencia | River Plate | Argentina | 1932 |
| 2   | Copa Ibarguren      | River Plate | Argentina | 1937 |
| 3   | Copa Escobar        | River Plate | Argentina | 1941 |
| 4   | Copa Ibarguren      | River Plate | Argentina | 1941 |
| 5   | Copa Ibarguren      | River Plate | Argentina | 1942 |

#### Copas internacionales
| N.º | Título     | Equipo      | País    | Año  |
| --- | ---------- | ----------- | ------- | ---- |
| 1   | Copa Aldao | River Plate | AFA/AUF | 1936 |
| 2   | Copa Aldao | River Plate | AFA/AUF | 1937 |
| 3   | Copa Aldao | River Plate | AFA/AUF | 1941 |